# Haim Sompolinsky
Haim Sompolinsky (nacido en 1949, Copenhague, Dinamarca), es profesor de neurociencia teórica en el Centro Edmond y Lily Safra de Ciencias del Cerebro y profesor de física en Instituto Racah de Física de la Universidad Hebrea de Jerusalén, Israel. También es profesor invitado en el Centro de Ciencias del Cerebro de la Universidad de Harvard y director del Programa Swartz de Neurociencia Teórica de la Universidad de Harvard.

## Biografía
Haim Sompolinsky recibió su doctorado en física de la Universidad Bar-Ilan en Israel en 1980. Fue becario postdoctoral bajo la supervisión del profesor Bertrand Halperin en el departamento de física de la Universidad de Harvard hasta 1982. Entre 1982 y 1986 fue profesor asociado de física en la Universidad Bar-Ilan, y en 1986 inició como profesor de Física en la Universidad Hebrea de Jerusalén.
La investigación de Sompolinsky en física teórica cubre los campos de las transiciones de fase, los fenómenos críticos, la dinámica no lineal y la mecánica estadística de los vidrios de espín. Desde mediados de los 1980's, ha sido un pionero en el campo de la neurociencia computacional, introduciendo métodos y conceptos de la física teórica al estudio de los circuitos neuronales, la memoria, el aprendizaje y el procesamiento neuronal de la información.
La investigación de Sompolinsky incluye computación y aprendizaje neuronal basado en picos, códigos de población neuronal, representaciones sensoriales, dinámica y función de circuitos corticales sensoriales y motores, y estructura y dinámica a gran escala del cerebro humano. También estudia la relación entre la física, la neurociencia y la voluntad, la libertad y la agencia humanas.
En 1992, fue cofundador del Centro Interdisciplinario de Computación Neural de la Universidad Hebrea y fue su director de 2008 a 2010. Es profesor de Neurociencia "William N. Skirball" y forma parte de la junta ejecutiva del Centro Edmond y Lily Safra de Ciencias del Cerebro en la Universidad Hebrea. Sompolinsky fue elegido como miembro de la Sociedad de Física de Israel en 2022.